# ماریا سرنو
ماریا سرنو (انگلیسی: Maria Lourdes Sereno؛ زادهٔ ۲ ژوئیهٔ ۱۹۶۰) سیاستمدار اهل فیلیپین است. وی در دادگاه عالی فیلیپین مشغول به فعالیت است.